# 페퍼민트 OS

로고

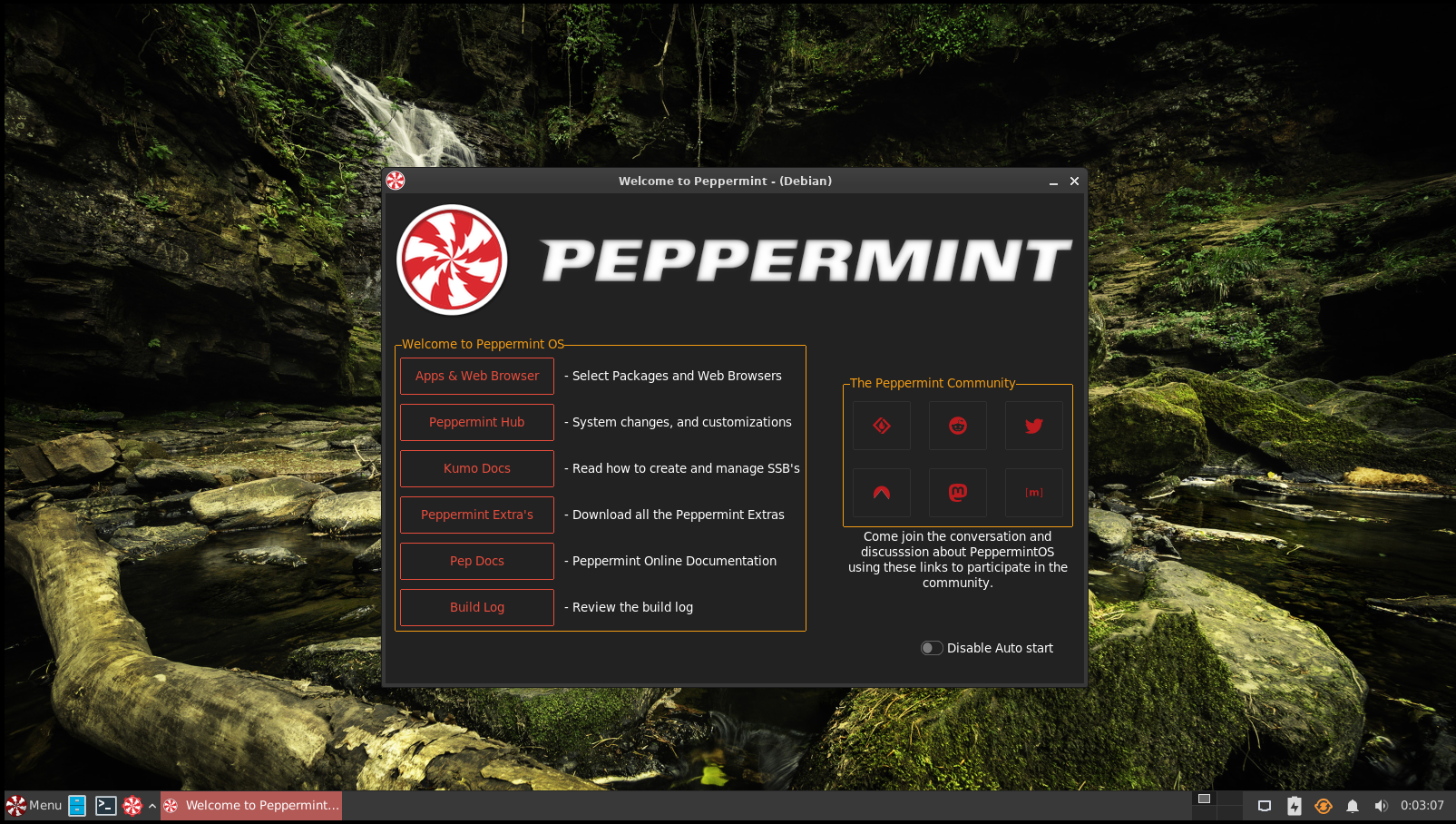
스크린샷

페퍼민트 OS(Peppermint OS)는 데비안 및 데부안 안정판을 기반으로 하고 이전에는 우분투를 기반으로 한 리눅스 배포판이다. Xfce 데스크톱 환경을 사용한다. 리눅스를 처음 접하는 사용자에게 친숙한 환경을 제공하는 것을 목표로 하며, 실행하는 데 상대적으로 적은 하드웨어 리소스가 필요하다.

## 디자인 원칙
페퍼민트 OS에는 몇 가지 기본 애플리케이션과 기존 데스크톱 인터페이스가 함께 제공된다. 원래 이 제품을 독특하게 만든 것은 클라우드와 로컬 애플리케이션을 모두 통합하는 하이브리드 데스크탑을 만드는 접근 방식이었다. 일반적인 작업(워드 프로세싱, 이미지 편집)을 위한 기존의 기본 애플리케이션 대신 사용자가 사이트별 브라우저(SSB)를 만들 수 있는 맞춤형 아이스(Ice) 애플리케이션과 함께 제공된다.
페퍼민트 OS에서는 오픈 소스 모질라 파이어폭스 브라우저를 사용하여 클라우드 애플리케이션용 SSB(사이트별 브라우저)를 활성화한다. 브라우저를 열고 응용 프로그램 사이트를 방문하는 대신 특정 응용 프로그램에 대한 전용 브라우저 창이 시스템에 통합된다. 2015년 가을에 맞춤형 아이스(Ice) 애플리케이션에 파이어폭스(크로미엄 및 크롬 웹 브라우저와 함께)에 대한 지원이 추가되어 웹 브라우저 창에서 SSB를 생성할 수 있게 되었다. 페퍼민트 OS는 클라우드와 데스크탑을 결합할 수 있는 프로젝트이다. 모든 우분투 기반 OS와 마찬가지로 애플리케이션은 우분투 호환 리포지토리에서 기본적으로 설치될 수 있으므로 데스크톱 소프트웨어와 함께 클라우드 기반 애플리케이션을 실행할 수 있다. 다른 리눅스 배포판과 마찬가지로 리브레오피스, 김프, VLC 미디어 플레이어, 스카이프 등과 같은 패키지를 설치할 수 있다. 페퍼민트는 우분투에서 구축되었으며 우분투가 지원하는 모든 것을 지원한다. 페퍼민트 OS에는 이를 용이하게 하기 위해 mintInstall, 시냅틱 및 GDebi가 함께 제공된다.